# Partido Comunista Brasileño
El Partido Comunista Brasileño (PCB), en portugués Partido Comunista Brasileiro, es un partido político brasileño de extrema izquierda que se define como un partido de militantes y cuadros revolucionarios que se forman en la lucha de clases, en la organización del proletariado y en el estudio de la obras de Karl Marx y Friedrich Engels. Su base teórica para la acción práctica es el marxismo-leninismo, que se basa en los principios desarrollados por Vladimir Lenin. El partido, al igual que el PCdoB, pretende ser la continuación del antiguo Partido Comunista - Sección Brasileña de la Internacional Comunista. Desde 1927 el ala juvenil del PCB se ha organizado en la Unión de Juventudes Comunistas (UJC).
Su símbolo, según sus estatutos, "es una hoz y un martillo, cruzados, que simbolizan la alianza obrero-campesina, bajo la cual está escrita la leyenda Partido Comunista Brasileño ". Su código electoral es el 21 y su actual Secretario General es Edmilson Costa. En julio de 2022 contaba con 12.767 afiliados, que en el partido son militantes registrados únicamente con el propósito de habilitarlos para postularse a cargos públicos.

## Historia
Fue fundado en Niterói, entonces capital del estado de Río de Janeiro, el 25 de marzo de 1922 por nueve delegados que representaban 73 militantes de diferentes regiones brasileñas. Uno de sus primeros y más importantes líderes, Luís Carlos Prestes, fue pieza clave en la formación de la Columna Prestes, y se uniría posteriormente al partido comunista y a la resistencia contra el gobierno de Getúlio Vargas.
El PCB fue ilegalizado durante la dictadura, que extinguió los partidos existentes en octubre de 1965. Entre 1966 y 1979, el régimen autorizó la existencia de solo dos partidos, uno que apoyaba la dictadura y otro de oposición consentida. Con la vuelta a la democracia es refundado tras la caída de la Unión Soviética. Su líder Roberto Freire decide disolver el PCB creando el Partido Popular Socialista, abandonando así el comunismo. 
Un sector del PCB no acepta la decisión, refundándolo bajo los valores del Comunismo y Marxismo-leninismo.
Comparte espectro político con el Partido Comunista del Brasil (PCdoB), una escisión del propio PCB de 1962. El PCdoB es un partido mucho mayor y está representado en el Congreso Nacional del Brasil.
En las elecciones generales de 2006, formó el Frente de Izquierdas junto al Partido Socialismo y Libertad (PSOL) y el Partido Socialista Unificado de los Trabajadores (PSTU). Este frente apoyó la candidatura de Heloísa Helena para presidenta y también la candidatura de varios aspirantes a gobernador.

## Congresos
- I Congreso – Niterói: marzo de 1922
- II Congreso: mayo de 1925
- III Congreso: diciembre de 1928/enero de 1929
- IV Congreso: noviembre de 1954
- V Congreso: agosto/septiembre de 1960
- VI Congreso: diciembre de 1967
- VII Congreso: São Paulo, diciembre de 1982
- VIII Congreso (extraordinário): Brasília, junio de 1987
- IX Congreso: Río de Janeiro, mayo/junio de 1991
- X Congreso: São Paulo, enero de 1992
- XI Congreso: São Paulo, marzo/abril de 1996
- XII Congreso: São Paulo, marzo de 1998
- XIII Congreso: Minas Gerais, marzo de 2005

## Autoridades

### Presidentes Nacionales
| N.º | Secretario        | Secretario             | Mandato | Mandato |
| N.º | Secretario        | Secretario             | Inicio  | Fin     |
| --- | ----------------- | ---------------------- | ------- | ------- |
| 1   | Bandera de Brasil | Horácio Macedo         | 1992    | 1996    |
| 2   | Bandera de Brasil | Zuleide Faria de Mello | 1996    | 2008    |

- En la Conferencia Política Nacional realizada en marzo de 2008, el PCB dejó de tener el cargo de Presidente, retomando el de Secretario General.

### Secretarios Generales
| N.º | Secretario        | Secretario     | Mandato | Mandato     |
| N.º | Secretario        | Secretario     | Inicio  | Fin         |
| --- | ----------------- | -------------- | ------- | ----------- |
| 1   | Bandera de Brasil | Ivan Pinheiro  | 2005    | 2016        |
| 2   | Bandera de Brasil | Edmilson Costa | 2016    | en el cargo |

## Personalidades destacadas
- Oscar Niemeyer
- Luis Carlos Prestes
- Carlos Marighella

## Elecciones

### Elecciones presidenciales
| Elección | Candidatos                | Primera vuelta | Primera vuelta | Segunda vuelta | Segunda vuelta | Resultado | Nota |
| Elección | Candidatos                | Votos          | %              | Votos          | %              | Resultado | Nota |
| -------- | ------------------------- | -------------- | -------------- | -------------- | -------------- | --------- | ---- |
| 1998     | Luiz Inácio Lula da Silva | 21,475,211     | 31.7 %         |                |                | No electo |      |
| 2002     | Luiz Inácio Lula da Silva | 39,436,099     | 46.4 %         | 52,772,475     | 61.3 %         | Sí electo |      |
| 2006     | Heloísa Helena            | 6,575,393      | 6.85 %         |                |                | No electo |      |
| 2010     | Ivan Pinheiro             | 39,136         | 0.04 %         |                |                | No electo |      |
| 2014     | Mauro Iasi                | 47.845         | 0.05 %         |                |                | No electo |      |
| 2018     | Guilherme Boulos          | 617.122        | 0.58 %         |                |                | No electo |      |